# Áno Vardhátes
Áno Vardhátes (Ano Vardates) är en ort i Grekland.   Den ligger i prefekturen Fthiotis och regionen Grekiska fastlandet, i den centrala delen av landet, 150 km nordväst om huvudstaden Aten. Áno Vardhátes ligger 47 meter över havet och antalet invånare är 254.
Terrängen runt Áno Vardhátes är varierad. Runt Áno Vardhátes är det glesbefolkat, med 20 invånare per kvadratkilometer. Närmaste större samhälle är Lamia, 10,1 km norr om Áno Vardhátes. == Kommentarer ==
1. ↑  Framräknat ur variansen i alla höjduppgifter (DEM 3") från Viewfinder Panoramas, inom 10 km radie.[2] Mer om algoritmen finns här: Användare:Lsjbot/Algoritmer.